# Isola di Milliau
L'isola di Milliau è situata a breve distanza dal porto di Trébeurden, comune cui appartiene, nel dipartimento della Côtes-d'Armor. Lunga un chilometro, dispone di risorse di acqua dolce e di un terreno agricolo ricco: è stata l'isola più popolata del Trégor.

## Storia
- Fin dal periodo neolitico l'isola ha attratto, come attestano i ritrovamenti di microliti, la popolazione umana. Si ritiene che gl'insediamenti nell'isola abbiano avuto inizio a partire dal 5000 a. C. Un allée couverte, datato approssimativamente 3000 a.C., ne testimonia la presenza.
- La leggenda vuole che nel VI secolo un monaco proveniente dai paesi nordici si sia installato a Trébeurden con lo scopo di cristianizzare la città ed i suoi dintorni. L'isola ne prese il nome: Milliau.[1]
- A quell'epoca l'isola era coltivata e, nel XII secolo, la famiglia Barac'h, proprietaria del luogo, la cedette ai monaci in cambio di preghiere
- Da quel momento l'isola si spopolò e non ospitò più che solo temporaneamente dei marinai stranieri in transito (particolarmente spagnoli)
- Nel XX secolo l'isola divenne proprietà dell'amante di un magnate della stampa parigina. Nel 1913 ella vi fece erigere una casa che ospitò Aristide Briand, tra il 1919 e il 1933. La Dame Jourdan, (Lucie Jourdan), buona amica dell'uomo politico, abbandonò l'isola nel 1945, lasciando andare in rovina la casa.
- L'ultimo atto di questa storia ebbe luogo nel 1984, quando l'isola divenne proprietà del Conservatoire du Littoral. Il luogo venne restituito alla natura che vi si sviluppò tranquillamente, appena disturbata dai gitanti. Nel giugno del 2003, dopo il restauro delle antiche masserie, vi fu inaugurata una dimora, mentre quella che era stata di Aristide Briand venne distrutta nel 2009.

## Accesso

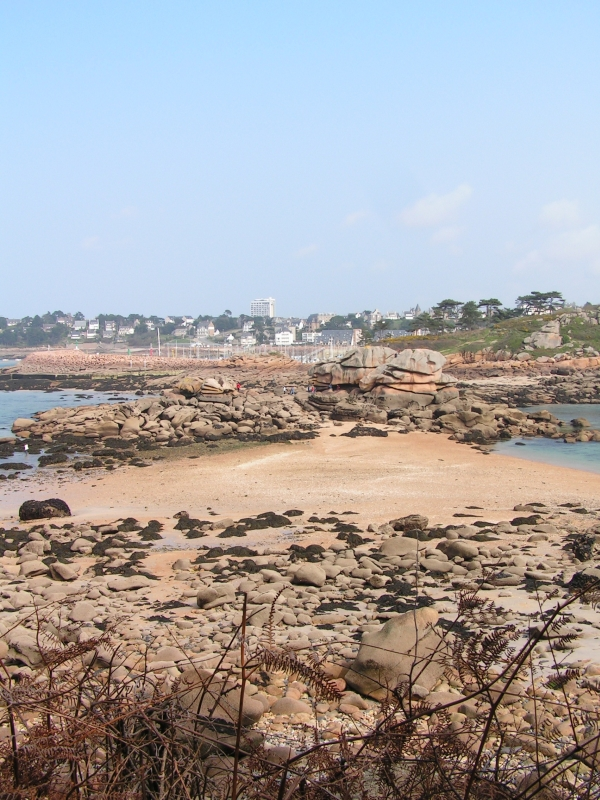
Il guado (passaggio con bassa marea) visto dall'isola, con sullo sfondo il porto di Trébeurden.

L'accesso all'isola è possibile sia tramite trasporto in battello che per via di terra, ma in questo caso solo con la bassa marea.
Quest'ultima possibilità richiede di informarsi preventivamente sia sulle ore in cui il tratto di collegamento terrestre si rende libero per effetto della marea.  L'accesso in questo caso avviene costeggiando il molo del porto di Trébeurden, il che permette di prendere visione degli orari affissi tra la punta di Castel ed il porto turistico.

## Fauna e flora
Dal 1945 e con l'appartenenza al Conservatoire du littoral il sito è protetto e ciò ha permesso di ricreare una biodiversità che pareva perduta dopo secoli di occupazione umana. La flora è principalmente composta da lande di felci e di arbusti marittimi. In certi periodi dell'anno si può assistere ad una splendida fioritura effimera.
L'isola è abitata da una colonia di conigli selvatici che, protetti dalla caccia, si lasciano facilmente avvicinare.

## Altri elementi storici
- L'allée couverte, un allineamento di più dolmen è molto ben conservato per i suoi 5000 anni di età. Visibile a metà altezza all'arrivo all'isola, questo monumento pare abbia avuto una funzione fondamentalmente funebre
- Le dimore e le loro dipendenze sono basate su un'antica fattoria, abbandonata dopo seconda guerra mondiale. Rinnovate a partire dal granito rosa che compone le coste di questa regione, le dimore sono totalmente autonome dal continente per l'acqua (sorgenti di acqua dolce) e per l'elettricità (grazie ai pannelli solari). Sono disponibili 16 posti in tre edifici, ma per motivi di affluenza il soggiorno è limitato a qualche giorno.

## Galleria d'immagini

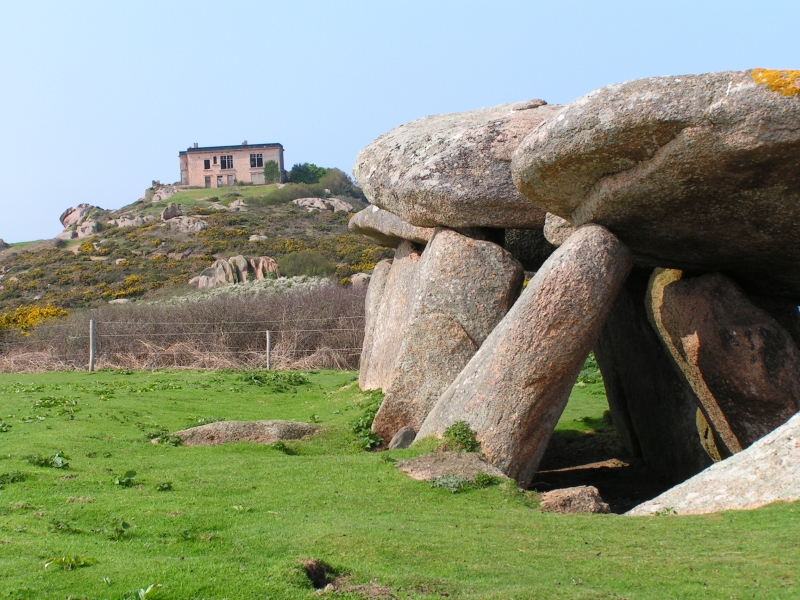
Allée couverte sull'isola di Milliau. Al fondo si distingue la casa dell'amica di Aristide Briand, successivamente (ottobre 2009) distrutta
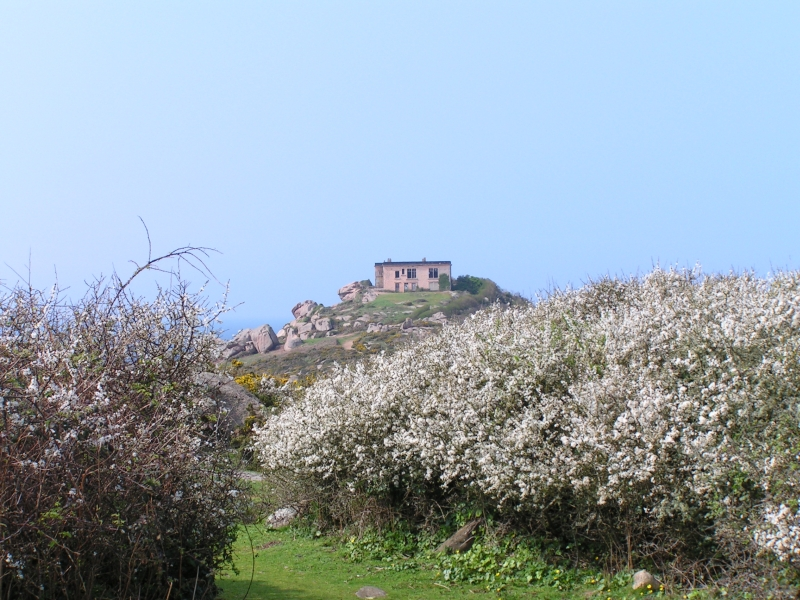
Flora dell'isola di Milliau
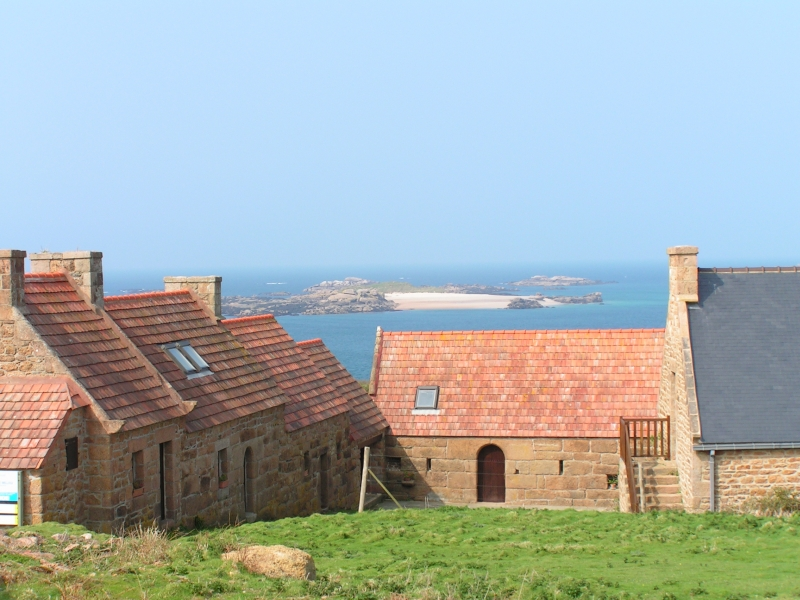
Dimora di tappa turistica sull'isola di Milliau
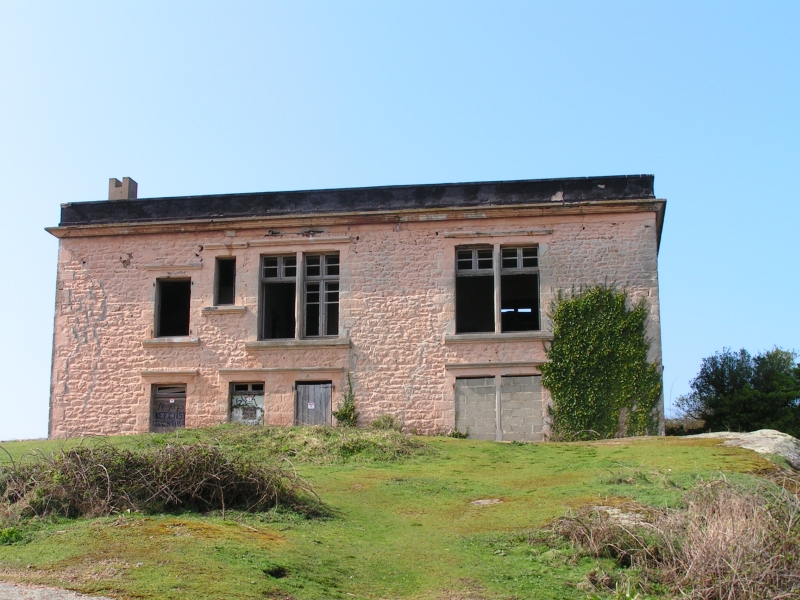
Casa di Aristide Briand (com'era)